# Глиноецкий, Георгий Петрович
Глиноецкий Георгий Петрович (22 февраля 1913 (фактически — 22.02.1914), Царицын, Саратовская губерния — 5 февраля 1987, Вильнюс) — советский драматический театральный актёр, Заслуженный артист Белорусской ССР (1956); кавалер военных орденов Красной Звезды (1944) и  Отечественной войны II степени (1985).

## Биография
Происхождение
Сын потомственного польского дворянина из рода Глиноецких (herba Prus II), инженера-строителя Петра Александровича Глиноецкого (1861—1920) и его жены, тоже происходящей из древнего польского дворянского рода, Станиславы Густавовны Осецкой (1881—1966).
В годы юности
После окончания семилетней школы Смоленского детского дома работал в городской типографии разносчиком газет, потом — наборщиком, затем поступил в театральную школу-студию при Смоленском драматическом театре, г. Смоленск. По окончании школы-студии стал актёром Смоленского драматического театра, затем «1-го колхозного театра Смоленской области». В семейном альбоме сохранились фотоснимки Георгия Петровича, запечатлённого в исполняемых им ролях, под которыми его рукой написано: Тимофей — «Поднятая целина», г. Горький (Канавино), 1933-34 гг.; Вася — «Платон Кречет», 1-й колхозный театр Смоленской области, 1937—1941 гг.; Тишка — «Свадьба Кречинского» (1934).
В военные годы
Участник Великой Отечественной войны 1941—1945 гг.: с началом войны — в июле 1941 г. его мобилизовали на строительство оборонительных сооружений под Москвой (поскольку он по состоянию здоровья был невоеннообязанным), а вскоре он добровольцем ушёл на фронт — официально призван на воинскую службу в Рабоче-крестьянскую Красную армию (РККА) Ждановским районным военным комиссариатом Горьковской области. Красноармеец, рядовой — стрелок 883-го стрелкового полка 193-й стрелковой дивизии РККА, принимал участие в боевых действиях своей воинской части на передовой линии (по его словам «трижды был легко ранен: в руку, в ногу и по спине осколок чиркнул»); в 1943-45 гг. артист армейской художественной самодеятельности 65-й армии 2-го Белорусского фронта. За личное мужество и отвагу, проявленные в боях награждён орденом Красной Звезды, 14.09.1944; позднее, в ознаменование 40-летия Великой Победы над Германией — орденом Отечественной войны II степени, 06.04.1985.
В мирное время
После окончания войны, в мирное время продолжил служение своей музе — Мельпомене, на театральной сцене: актёром Театра юного зрителя, г. Горький (1945—1947), Арзамасского театра драмы, г. Арзамас Горьковской обл. (1947—1949), Драматического Ачинского театра, г. Ачинск Красноярского края (1949—1950), Орловского государственного академического театра им. И. С. Тургенева, г. Орёл Орловской обл. (1950—1954); Гродненского драматического театра, г. Гродно, Белорусской ССР (1954—1958); Коми республиканского драматического театра, г. Сыктывкар Коми АССР (1958—1960); Русского театра драмы, г. Семипалатинск Восточно-Казахстанской обл. Казахской ССР (1960—1961), Музыкально-драматического театра Карельской АССР, г. Петрозаводск Карельской АССР (1961—1968), Волгоградского драматического театра им. М. Горького, г. Волгоград РСФСР (1970—1971), Днепропетровского академического театра русской драмы им. М. Горького, г. Днепропетровск Украинской ССР (1971—1973).
Умер 5 февраля 1987 года, Вильнюс. Погребён на кладбище Карвелишки, г. Вильнюс, Литовская ССР.

## Театральные работы (выборочно)
— «Поднятая целина» Н. Крашенниникова — Тимофей (Горький, 1934),
— «Свадьба Кречинского» А. Сухово-Кобылина — Тишка (Смоленск, 1934),
— «Платон Кречет» А. Корнейчука — Вася (Смоленск, 1937),
— «Кремлёвские куранты» В. Погодина — Сталин (Смоленск, апрель 1941),
— «На той стороне» А. Бояринова — Денисов (Ачинск, 1949),
— «В тихом переулке» А. Мовзона — Пётр Зарудный (Гродно, 1956),
— «Сын века» И. Куприянова — Большаков (Сыктывкар, 1959),
— «Именем Революции» М. Шатрова — Ленин (Сыктывкар, 1959),
— «Между ливнями» А. Штейна — Ленин (Волгоград, 1970),
— «Дело, которому ты служишь» Ю. Германа — Золотухин (Волгоград, 1970),
— «Возраст расплаты» Л. Жуховицкого — Малахов (Волгоград, 1971),
— «Бешеные деньги» А. Островского — Кучумов (Волгоград,1971).

## Награды, звания
- Орден Красной Звезды (1944)[2];
- Медаль «За трудовое отличие» (25.02.1955);
- Почётная грамота Президиума Верховного Совета Белорусской ССР (1956),
- Присвоено звание «Заслуженный артист Белорусской ССР» (1956);
- Почётная грамота Президиума Верховного Совета Карельской АССР (1963);
- Медаль «В ознаменование 100-летия со дня рождения Владимира Ильича Ленина»(1971);
- Орден Отечественной войны II степени (1985)[3].